# (99907) 1989 VA
(99907) 1989 VA هو كويكب صخري ذو انحراف مداري شديد ومن الأجرام قريبة من الأرض، قطره حوالي 1 كيلو متر. وقد اكتشف من قبل الفلكيين الأمريكيين الزوجين كارولين ويوجين شوميكر والفلكي الكندي ديفيد ليفي في مرصد بالومار الأمريكي على جبل بالومار في كاليفورنيا، في 2 تشرين الثاني عام 1989. 
وهو عضو من كويكبات آتن، وهي مجموعة فرعية من الأجسام القريبة من الأرض، التي تقع في منطقة نفوذ كوكب الزهرة. ولديها لقاءات متكررة، قريبة نسبيا مع الأرض، وبعد تقاطع الحد الأدنى للمدار هو 0.16 وحدة فلكية أو حوالي 23 مليون كيلومتر. وكان هو الكويكب الثامن من كويكبات آتن المكتشفة. ومنذ ذلك الحين ارتفع عدد كويكبات آتن إلى ما يقرب من ألف جرم معروف. والنمط الطيفي تم تصنيفة على انه كويكب من النوع أس 

## خصائص المدار
يدور الكوكيب حول الشمس في فترة مدارية قصيرة على مسافة 0،3-1،2 وحدة فلكية مرة واحدة كل 227 يوما.فترة التناوب لهذا الجرم تستغرق ساعتين ونصف الساعة حول محوره ولديه وضاءة عالية بشكل ملحوظ حوالي 0.40. ويميل مداره بنسبة 29 درجة إلى مستوى مسار الشمس. مع انحراف مداري مرتفع بشكل استثنائي يبلغ 0.59 درجة. وكان هو كويكب آتن الأكثر انحرفا في وقت الاكتشاف، أكثر انحرفا كرويثن 3753 المكتشف سابقا. نصف المحور الرئيسي للكويكب 1989 VA صغير للغاية (0.728 وحدة فلكية تقريبا مساوي لكوكب الزهرة كسارا بذلك الرقم المسجل للكويكب 2100 Ra-Shalom. الذي اكتشف في 10 سبتمبر 1978 وكان أول كويكب اكتشف أقرب إلى الشمس من كوكب الزهرة والذي يقع على مسافة متوسطة (0.832 وحدة فلكية) من الشمس. وكان هذا هو لمدة خمس سنوات حتى اكتشاف "1994 GL" والذي يقع على مسافة متوسطة (0.683 وحدة فلكية) من الشمس.

## وصلات خارجية
- 1989 VA, AstDys-2
- 1989 VA, NEODyS-2
- Asteroid Lightcurve Database (LCDB), query form (info)
- Asteroids and comets rotation curves, CdR – Observatoire de Genève, Raoul Behrend
- List Of Aten Minor Planets (by designation) – Minor Planet Center
- (99907) 1989 VA في قاعدة بيانات مختبر الدفع النفاث لأجرام النظام الشمسي الصغيرة

- الاكتشاف · مخطط المدار ·  العناصر المدارية · المعلمات المادية